# Nikita Simonian
Nikita Pawłowicz Simonian (ros. Никита Павлович Симонян, orm. Մկրտիչ Պողոսի Սիմոնյան, Mkrticz Pogosi Simonjan; ur. 12 października 1926 w Armawirze, w Kraju Krasnodarskim) – rosyjski piłkarz pochodzenia ormiańskiego, grający na pozycji napastnika, trener piłkarski.

## Kariera piłkarska

### Kariera klubowa
W 1944 rozpoczął karierę piłkarską w drużynie Dynamo Suchumi. Po 16 latach zamieszkiwania w Suchumi wyjechał do Moskwy, gdzie w 1946 został piłkarzem Krylii Sowietow Moskwa. Kiedy w 1948 klub rozformowano, otrzymał skierowanie do Torpeda Moskwa. Jednak bardzo chciał grać w Spartaku Moskwa, i od 1949 występował w spartakowskiej drużynie. W 1959 zakończył karierę piłkarską.

### Kariera reprezentacyjna
8 września 1954 debiutował w reprezentacji Związku Radzieckiego w towarzyskim meczu ze Szwecją (7:0), zdobywając 2 bramki. Łącznie rozegrał 20 meczów i strzelił 10 goli.

## Kariera trenerska
Po zakończeniu kariery zawodniczej od 1960 trenował kluby Spartak Moskwa, Ararat Erywań i Czornomorec Odessa. W latach 1977–1979 prowadził narodową reprezentację ZSRR. Od 24 listopada 2009 do 3 lutego 2010 pełnił obowiązki Prezesa Rosyjskiego Związku Piłki Nożnej.

## Sukcesy i odznaczenia

### Sukcesy klubowe
- mistrz ZSRR: 1952, 1953, 1956, 1958
- wicemistrz ZSRR: 1954, 1955
- brązowy medalista mistrzostw ZSRR: 1949, 1957
- zdobywca Pucharu ZSRR: 1950, 1958

### Sukcesy reprezentacyjne
- mistrz igrzysk olimpijskich w Melbourne: 1956
- uczestnik turnieju finałowego mistrzostw świata w Szwecji: 1958

### Sukcesy trenerskie
- mistrz ZSRR: 1962, 1969, 1973
- zdobywca Pucharu ZSRR: 1963, 1965, 1971, 1973

### Sukcesy indywidualne
- król strzelców mistrzostw ZSRR: 1949 (26 goli), 1950 (34 goli), 1953 (14 goli)
- 4. miejsce w Klubie Grigorija Fiedotowa: 183 bramki
- najlepszy strzelec w historii Spartaka Moskwa: 133 bramki

### Odznaczenia
- nagrodzony tytułem Mistrza Sportu ZSRR: 1954
- nagrodzony tytułem Zasłużonego Trenera Sportu ZSRR: 1970
- nagrodzony Orderem Olimpijskim MKO, Orderem FIFA „Za zasługi”, Orderem „Znak Honoru”, Orderem Czerwonego Sztandaru Pracy, Orderem Przyjaźni Narodów.